# Makarska Open 2022
Il Makarska Open 2022 è stato un torneo di tennis giocato sulla terra rossa. È stata la 16ª edizione del torneo facente parte della categoria WTA 125 nell'ambito del WTA Challenger Tour 2022. L'edizione precedente si era disputata a Bol come il Croatian Bol Ladies Open, ma quest'anno si è tenuta al Tennis Center Makarska di Makarska in Croazia dove si era disputato un Tier IV nel 1998. Si è svolto dal 31 maggio al 5 giugno 2022.

## Partecipanti al singolare

### Teste di serie
| Nazionalità | Giocatrice                | Ranking* | Testa di serie |
| ----------- | ------------------------- | -------- | -------------- |
|             | Varvara Gračëva           | 71       | 1              |
| Italia      | Lucia Bronzetti           | 73       | 2              |
|             | Anastasija Potapova       | 80       | 3              |
| Polonia     | Magdalena Fręch           | 89       | 4              |
| Slovacchia  | Anna Karolína Schmiedlová | 92       | 5              |
| Francia     | Clara Burel               | 94       | 6              |
| Germania    | Jule Niemeier             | 102      | 7              |
| Georgia     | Ekaterine Gorgodze        | 108      | 8              |

* Ranking al 23 maggio 2022.

### Altre partecipanti
Le seguenti giocatrici hanno ricevuto una wildcard per il tabellone principale:
- Dea Herdželaš
- Tena Lukas
- Antonia Ružić
- Tara Würth

Le seguenti giocatrici sono passate dalle qualificazioni:
- Mariana Dražić
- Eri Hozumi
- Dalila Jakupovič
- Ayline Samardžić

### Ritiri
Prima del torneo
- Anna Bondár → sostituita da  Anastasija Gasanova
- Madison Brengle → sostituita da  Danka Kovinić
- Dalma Gálfi → sostituita da  Wang Xiyu
- Beatriz Haddad Maia → sostituita da  Réka Luca Jani
- Marta Kostjuk → sostituita da  Viktorija Tomova
- Danka Kovinić → sostituita da  Linda Nosková
- Kristína Kučová → sostituita da  Olga Danilović
- Kristina Mladenovic → sostituita da  Anastasija Tichonova
- Nuria Párrizas Díaz → sostituita da  Jule Niemeier
- Rebecca Peterson → sostituita da  Ekaterine Gorgodze
- Arantxa Rus → sostituita da  Elisabetta Cocciaretto
- Mayar Sherif → sostituita da  Aleksandra Krunić
- Martina Trevisan → sostituita da  Elina Avanesjan
- Maryna Zanevs'ka → sostituita da  Astra Sharma
- Zheng Qinwen → sostituita da  Julia Grabher

## Partecipanti al doppio

### Teste di serie
| Nazione  | Giocatrice          | Nazione   | Giocatrice      | Ranking* | Testa di serie |
| -------- | ------------------- | --------- | --------------- | -------- | -------------- |
|          | Anastasija Potapova |           | Jana Sizikova   | 184      | 1              |
| Germania | Julia Lohoff        | Rep. Ceca | Renata Voráčová | 192      | 2              |

* Ranking al 23 maggio 2022.

## Campionesse

### Singolare
Jule Niemeier ha sconfitto in finale  Elisabetta Cocciaretto con il punteggio di 7-5, 6-1.

### Doppio
Dalila Jakupovič /  Tena Lukas hanno sconfitto in finale  Olga Danilović /  Aleksandra Krunić con il punteggio di 5-7, 6-2, [10-5].